# Remi-Haar
Remi-Haar (oder Remy-Haar, von französisch remis, Partizip des Verbes remettre, „zurückstellen“ im Sinn von „in den Ursprungszustand stellen“) sind Echthaar-Strähnen und -Teile zur Haarverlängerung und -verdichtung, die folgende Voraussetzungen erfüllen: 
- chemisch unbehandeltes Menschenhaar,
- die Schuppenschicht der verwendeten Haare ist intakt,
- die Schuppenschicht der einzelnen Haare ist zu 100 % in die gleiche Wuchsrichtung (Haarwurzel - Haarspitze) ausgerichtet.

Ursprünglich stammt der Begriff aus dem traditionellen französischen Perückenmacher-Handwerk des 17. Jahrhunderts. Seit Echthaar zu großen Teilen aus dem asiatischen Raum bezogen wird, wird der Ausdruck Remi-Haar oft missbräuchlich verwendet. Die oben genannten Qualitäts-Ansprüche werden nur noch selten erfüllt. Die in der heutigen Haarverlängerungsindustrie häufigste Quelle für Remi-Haar ist sogenanntes Tempelhaar, weil durch die Sammlung der meist unbehandelten indischen Haare als geflochtener Zopf auch die Ausrichtung der Wuchsrichtung bei entsprechender Weiterverarbeitung gewährleistet werden kann.